# Buda (il·luminat)
Buda (del sànscrit बुद्ध "buddha", 'el conscient' o 'l'il·luminat', derivat del mot bud, emprat per al verb saber) és el nom que rep qui ha assolit tot el seu desenvolupament i tota la consciència. Actualment, el nom identifica Siddharta Gautama, el mestre i fundador del budisme, a qui es considera «el Buda de la nostra era». Una altra accepció és com a apel·latiu d'algú il·luminat.
Els budistes no creuen que el Buda Gautama sigui el primer ni el darrer buda, ja que en el budisme es relata que Buda Gautama no ha estat l'únic buda. El cànon pali es refereix al Buda Gautama com el 28è d'una llarga llista que sorgeixen paral·lelament l'eixida i posterior desaparició del seu ensenyament. Un buda és qui ha trobat el dharma (que significa la veritat; la naturalesa de la realitat, de la ment, de l'aflicció de l'ésser humà i del camí correcte per a l'alliberament) cap a la il·luminació. S'assoleix amb un karma (intenció) bo i no fent cap acció negativa. L'assoliment del nirvana per a les tres classes de buda és el mateix, però el Samma-Sambuda té més qualitats i capacitats que els altres dos. Les tres classes de buda són:
- El Samma-Sambuda, que és un mestre i assoleix la il·luminació pel seu esforç.
- El Pacceka-Buda o Pratyeka-Buda, que actua com el Samma-Sambuda, però guarda el dharma per a ell mateix.
- El Savaka-Buda, que és un arhat (un 'deixeble il·luminat'), però que ha assolit la il·luminació sentint el dharma.

A causa de certes males interpretacions molt freqüents, cal dir que Buda no és pas cap déu. Això ho va dir el mateix Buda Gautama, i a més, la mateixa cosmovisió budista diu que l'estat del buda només el poden assolir els éssers humans. Siddharta Gautama també va dir que no hi ha mitjancers entre la humanitat i la divinitat. Els déus també es regeixen pel karma. El Buda és només un exemple, un guia i un mestre per a qui ha de fer el camí per ell mateix. El sistema budista de filosofia i pràctica meditativa no fou cap revelació divina, sinó el resultat de la comprensió de la ment, que tothom pot tenir.
El nirvana és la meta a la qual tots els éssers humans poden arribar. El budisme ensenya que qualsevol té el potencial innat per arribar a experimentar el despertar i el nirvana. Realitzar el nirvana implica realitzar la mateixa naturalesa d'un Buda, però no així esdevenir un Buda històric com ho va ser Siddharta Gautama. En el budisme theravada hi ha l'apel·latiu de  arhat  (noble, digne) que s'aplica als que han realitzat aquestes qualitats. En el posterior budisme de l'escola mahayana el significat de la paraula de Buda cobrarà un ús molt més extensiu, on la paraula Buda s'emprarà tant per anomenar al personatge històric de Siddharta, per fer esment a la completa realització del camí budista, o per designar a la realitat com un tot ("el Buda"). Aquesta escola mahayana parla de molts budes i bodhisattves (qui cerca la il·luminació, però posposa el nirvana per ajudar tothom a arribar-hi). Els diversos enfocaments de les diferents escoles i les traduccions cap al sànscrit, xinès o tibetà, seran el marc per a aquesta ampliació de significats.

## Tipus de budes
Al cànon pali, el terme buda s'uneix amb altres paraules per així distingir peculiaritats d'un Buda. D'aquesta forma, es parla de tres tipus de Buda: samyaksambudes , pratyekabudes i savakabudes.
- Samyaksambuda: són aquells que un cop assolida la budeitat, decideixen ensenyar a altres la veritat que han descobert. Així mateix són els que decideixen sobre què fer amb el seu propi destí, tenint moltes opcions que venen del seu interior i naturalesa i així tenint clares aquestes decisions, se senten capaços de guiar als altres cap al despertar a través de l'ensenyament del dharma en un temps o món on aquest ha estat oblidat o no ha estat ensenyat encara. Buda Gautama és considerat un dels 28 samyaksambudas. Per arribar a ser un samyaksabuda s'han de practicar les 10 paramites o perfeccions que són atribuïdes a tots els considerats «perfectament il·luminats» i estan en condicions per a predicar el dharma.

- Pratyekabuda: de vegades anomenats «els budes silenciosos o solitaris», són similars als samyaksambudas en què han arribat al nirvana i han adquirit la mateixa realització que ells, però han escollit no ensenyar als altres de forma explícita tot el que han descobert, i només es limiten a donar consells de conducta o morals, així que, dins la tradició budista se'ls considera inferiors als samyaksambudas. En alguns textos, els pratyekabudas són descrits com aquells que comprenen el dharma a través dels seus propis esforços, però no obtenen l'omnisciència ni el domini sobre els «fruits».

- Savakabuda: terme poc utilitzat que identifica els deixebles d'un buda com Budes.

## Característiques d'un buda

### Deu característiques
Alguns budistes mediten sobre (o contemplen) l'estat de buda i li atribueixen deu característiques:
- Digne o noble
- Perfectament il·luminat
- Perfeccionat en coneixement i conducta
- Gloriós o diví
- Insuperable coneixedor del món
- Insuperable líder de persones
- Mestre de déus i humans
- Il·luminat o transcendit
- Beneït o afortunat
- Coneix la llum i la foscor

Aquestes característiques s'esmenten amb freqüència a les escriptures budistes i són recitades diàriament en molts monestirs budistes.

## Realitzacions espirituals
A banda del fet que un buda ha purificat la seva ment del desig, aversió i ignorància i, per tant, ha deixat d'estar lligat al samsāra, la tradició diu que un buda posseeix una sèrie de poders espirituals o sobrenaturals. Tot i així, encara que definitoris, aquests poders són considerats secundaris segons indicacions del propi Buda, i així, principalment, un buda és algú totalment despert que s'ha adonat de la veritat primordial: de la naturalesa de la vida. Una de les característiques més importants del buda és ser coneixedor de la llum i de la foscor.

## Un buda no és un déu
Al cànon pāḷi, se subratlla la idea que Buda Gautama va ser un ésser humà. Al budisme theravāda es fa èmfasi també en els més grans poders psíquics ( phala). El cos i la ment (els cinc khandas) d'un buda són impermanentes i canviants, de la mateixa forma que el cos i la ment de la gent comuna. Tot i així, un buda reconeix la naturalesa immutable del dharma, el qual és un principi etern i és un fenomen incondicionat i atemporal. Aquest punt de vista és comú a l'escola Theravada i a d'altres escoles budistes primerenques.
Des del budisme mahayana, es consideren tres facetes d'un Buda i que també són les de la realitat percebuda: nirmanakaya, sambogakaya i dharmakaya. Aquestes tres característiques suposen una visió trinitària de la realitat a l'hora d'explicar-la; això és sobretot un marc filosòfic i explicatiu per sondejar la seva naturalesa.
Un malentès comú és el fet que es consideri a un Buda com un déu. El budisme és una religió no-teista. Encara que Buda Gautama parla sobre déus tradicionals, Gautama va considerar que les qüestions sobre el "més enllà" no tenen cap profit per a la qüestió de l'alliberament. Pel aquest motiu, en general, els budistes no es plantegen ni especulen sobre l'existència o no d'un déu, o un creador suprem. El budisme no requereix d'aquest recurs per explicar com aconseguir la il·luminació. Es considera a Buda com el guia i mestre que assenyala el camí per aconseguir el nirvāṇa i no com una deïtat que cal adorar. Per a molts budistes, aconseguir la il·luminació és una responsabilitat personal que no es pot deixar a les mans d'un tercer, encara que altres corrents budistes, com la de Terra Pura, confien en la via devocional mitjançant la invocació del Buda Amitabha, perquè aquest els permeti renéixer en un nivell espiritual superior.

## El buda del budisme mahayana
Les escoles del budisme mahayana afirmen també que el buda històric era un ésser humà, si bé creuen que després de convertir-se en Buda va passar a ser essencialment alguna cosa més que un ésser humà comú, estava integrat dins la realitat d'una forma diferent i transcendent.
Per via d'altres especulacions filosòfiques apareixeran altres marcs explicatius similars. Un dels principals és la noció de Tathagatagarbha o "Matriu de la il·luminació". Aquest esquema considera que [buda] és una potencialitat inherent a tot ésser viu que pot ser despertada en el moment propici. Per tant, considera que tots els éssers són "budes" en potència, ja que tenen la capacitat de despertar ràpid i també amb perfecció. Aquesta és una doctrina metafísica i soteriològica particularment important des del segle vi i a partir de la difusió de la Prajnaparamita, la principal aportació doctrinal del budisme mahayana.
A partir d'aquí, la doctrina del Tathagatagarbha influirà en els principals sutres del budisme mahāyāna, com el Mahāparinirvana, el Lankavatara, el Sutra del Lotus, el Sutra de la Perfecta Il·luminació, etc. Tots aquests textos aniran circulant per tot Àsia i conformant així les diferents escoles del mahāyāna, que troben en aquesta idea filosòfica un punt comú i distintiu del seu antecessor històric indi (l'actual budisme theravada).

## Representacions de Buda en l'art
Els budes són freqüentment representats en estàtues i pintures. Els dissenys habituals inclouen:
- El buda assegut o sedent
- El buda reclinat
- El buda pedestre
- El buda demacrat, que mostra a Siddhartha Gautama durant la pràctica del seu dejuni extrem.
- Hotei o Budai, el buda gros i somrient, comú a la Xina (Es creu que aquesta figura és una representació d'un japonès medieval que és associat amb Buda Maitreya)

## Mudras
Les postures i gestos de les mans d'aquestes estàtues, conegudes respectivament com a āsanas  i mudrās, són importants alhora de determinar el seu significat total. La popularitat d'un mudrā o d'un āsana determinats tendeix a ser específica de cada regió, el mudrā vajra (o Jingang), és popular al Japó i Corea, però és poc freqüent a l'Índia. D'altres són més comuns, per exemple, el mudrā vara-dá ('dona desitjos') és habitual entre les estàtues pedestres de Buda, especialment quan va associat amb el mudrā a-bhaya ('sense- por').

## Marques o senyals
La major part de pintures del Buda contenen un cert nombre "de marques", que són considerades els signes de la seva sublimació. Aquests signes varien segons la regió, però dos són comuns a totes:
- Una protuberància sobre la coroneta (denota una magnífica acuïtat o agudesa mental)
- Grans lòbuls (denota una magnífica oïda)

Al Cànon Pali s'hi esmenta freqüentment una llista de 32 senyals físics de Buda.